# The Listening Sessions
The Listening Session Tour è stato il primo tour promozionale della cantautrice statunitense Ariana Grande, in supporto del suo album in studio di debutto Yours Truly (2013).
La prevendita dei biglietti è partita il 18 luglio 2013, mentre invece la regolare vendita è partita il giorno dopo. I biglietti della prevendita sono stati venduti più in fretta dei biglietti regolari.

## Scaletta[3]
1. Baby I
2. Lovin' It
3. You'll Never Know
4. Honeymoon Avenue
5. Tattooed Heart
6. Better Left Unsaid
7. Daydreamin'
8. Almost Is Never Enough
9. Piano
10. Right There
11. The Way

### Variazioni
- Durante i concerti di Toronto, il 27 agosto, Royal Oak, il 28 agosto e Rosemont, il 29 agosto 2013, Nathan Sykes è salito sul palco per cantare insieme alla cantante Almost Is Never Enough.
- Durante il concerto di Los Angeles, il 9 settembre 2013, Big Sean è salito sul palco per cantare insieme alla cantante Right There e Mac Miller è salito sul palco per cantare insieme alla cantante The Way.
- Durante il concerto di New York, il 14 agosto 2013, la cantante ha cantato Higher.

## Date del tour
| Data             | Città         | Paese        | Arena                      | Biglietti Venduti/ Biglietti Disponibili | Incassi      |
| Nord America     | Nord America  | Nord America | Nord America               | Nord America                             | Nord America |
| ---------------- | ------------- | ------------ | -------------------------- | ---------------------------------------- | ------------ |
| 13 agosto 2013   | Silver Spring | Stati Uniti  | The Fillmore               | 2.000 / 2.000 (100%)                     | $59.040      |
| 14 agosto 2013   | New York      | Stati Uniti  | Best Buy Theater           | 2.027 / 2.027 (100%)                     | $71.041      |
| 16 agosto 2013   | Philadelphia  | Stati Uniti  | Electric Factory           | 2.341 / 2.341 (100%)                     | $69.195      |
| 17 agosto 2013   | Red Bank      | Stati Uniti  | Count Basie Theatre        | 1.474 / 1.474 (100%)                     | $51.590      |
| 18 agosto 2013   | Lowell        | Stati Uniti  | Lowell Memorial Auditorium | 2.692 / 2.692 (100%)                     | $79.414      |
| 27 agosto 2013   | Toronto       | Canada       | Sound Academy              | 2.586 / 2.586 (100%)                     | $79.960      |
| 28 agosto 2013   | Royal Oak     | Stati Uniti  | Royal Oak Music Theater    | 1.694 / 1.694 (100%)                     | $50.106      |
| 29 agosto 2013   | Rosemont      | Stati Uniti  | Rosemont Theatre           | 2.291 / 2.566 (89%)                      | $80.185      |
| 31 agosto 2013   | Kansas City   | Stati Uniti  | Midland Theatre            | 1.545 / 2.139 (72%)                      | $50.093      |
| 9 settembre 2013 | Los Angeles   | Stati Uniti  | Club Nokia                 | 2.351 / 2.351 (100%)                     | $88.736      |
| TOTALE           | TOTALE        | TOTALE       | TOTALE                     | 21.001 / 21.870 (96%)                    | $679.360     |